# کریلاتیتسا
کریلاتیتسا (به بلغاری: Krilatitsa) یک منطقهٔ مسکونی در بلغارستان است که در شهرستان کیرکوفو واقع شده‌است.